# TUM AeroCarga
A TUM Aerocarga (anteriormente MCS Aerocarga) é uma companhia aérea mexicana de carga de propriedade da MCS Holding Cargo Services e do Grupo TUM.

## História
A MCS Aerocarga surgiu em 2015 através da participação conjunta da MCS Holding Cargo Services e do Grupo TUM, com base nas operações no Aeroporto Internacional da Cidade do México, com o objetivo de gerar um serviço regular de carga aérea aproveitando a malha logística de ambas as empresas. Anteriormente, a MCS Holding Cargo Services operava cargas aéreas por meio de outras companhias aéreas, como Volaris Carga e Lufthansa. No entanto, o excesso de bagagem e o atraso ou cancelamento de voos comerciais com passageiros dificultavam o transporte de carga expressa, por isso, em associação com o Grupo TUM e sua estreita relação com a FedEx, deu início à criação de uma companhia aérea de carga, que passou a operar com um Bombardier CRJ-100 em julho de 2015.
A companhia aérea adquiriu mais duas aeronaves Bombardier CRJ-100 durante 2015, e uma aeronave CRJ-200 em 2017. Em janeiro de 2018 a companhia aérea mudou seu nome para TUM AeroCarga e em julho do mesmo ano adquiriu um Boeing 737-300 convertido em cargueiro, que anteriormente estava em serviço com a Air Costa Rica.
Devido às dificuldades de alocação de slots no Aeroporto Internacional da Cidade do México, a companhia aérea transferiu suas operações para o Aeroporto de Toluca em maio de 2017, permitindo maior pontualidade nos itinerários e maior eficiência nas operações de carga.
Em 2021, a TUM Aerocarga está planejando iniciar uma nova companhia aérea de baixo custo chamada VLU. A nova companhia aérea operaria 5 aeronaves Bombardier CRJ-200 e seria baseada no Aeroporto Internacional de Toluca.

## Frota
Em agosto de 2021, a TUM Aerocarga tinha 12 aviões, com idade média de 26,9 anos:
| Aeronaves            | Em Serviço | Ordens | Notas |
| -------------------- | ---------- | ------ | ----- |
| Boeing 737-36E(BD1C) | 2          | –      |       |
| Boeing 737-4Q8(C)    | 2          | 2      |       |
| Bombardier CRJ100PE  | 1          | –      |       |
| Bombardier CRJ200PE  | 7          | –      |       |
| Total                | 12         | 2      |       |